# Дерменджи (Молдова)
Дерменджи (рум. Dermengi) — село в Тараклийском районе Молдавии. Наряду с селом Будэй входит в состав коммуны Будэй.

## География
Село расположено на высоте 120 метров над уровнем моря. Село расположено на расстоянии 36 км от города Тараклия и 172 км от муниципия Кишинёв. Недалеко от северо-восточной окраины села, по направлению с северо-запада на юго-восток протекает река Большая Салчия (правый приток реки Ялпуг). В 0,9 км северо-восточнее западной окраины села в реку Большая Салчия впадает река Малая Салчия.

## Население
По данным переписи населения 2004 года, в селе Дерменджи проживает 49 человек (25 мужчин, 24 женщины).
Этнический состав села:
| Национальность | Число жителей | Процентный состав |
| -------------- | ------------- | ----------------- |
| молдаване      | 17            | 34,69             |
| гагаузы        | 12            | 24,49             |
| русские        | 8             | 16,33             |
| болгары        | 7             | 14,29             |
| украинцы       | 5             | 10,2              |
| Всего          | 49            | 100 %             |

## История
Первое документальное упоминание о селе Дерменджи датировано 1878 годом. В конце XIX века в селе насчитывалось 41 житель, к 1929 году число жителей достигло 345 человек. Со временем численность населения уменьшалась, и к настоящему времени село на пути исчезновения.